# Francis Matthews
Francis Matthews (Holgate, York, Yorkshire, 2 de septiembre de 1927 - Londres, 14 de junio  de 2014) fue un actor británico de cine y televisión, conocido por haber dado voz al personaje principal en la serie de supermarionetas de Gerry Anderson, El Capitán Escarlata y por personificar al refinado detective Paul Temple de la serie de TV producida por la BBC en 1969.

## Biografía
Francis Matthews nació en 1927 en el condado de York, asistió al colegio de enseñanza básica de St. George y luego terminó de graduarse en el colegio jesuita St. Michael en Leeds. En esa misma ciudad se interesó por la actuación e ingresó al Teatro de Repertorio para formarse como actor; pero interrumpió su carrera para ingresar en 1945 a prestar servicio a la Real Marina Británica durante la Segunda Guerra Mundial.

### Carrera profesional
Terminado su servicio en la marina, retomó su carrera actoral e ingresó al Hammer Studios. Matthews se distinguió de entre sus pares por su voz y perfecta dicción del idioma inglés, con perfecto acento americano que lo llevarían a ser narrador en la serie educativa  Follow Me! cuya misión era brindar un curso acelerado de inglés para teleaudiencia extranjera. La década de los años 1960 fue la época de oro de Matthews brindando su voz al personaje principal, la supermarioneta "Capitán Escarlata" de la serie del mismo nombre producida por Gerry Anderson entre 1967 y 1968.
Matthews personificó al detective Paul Temple en la serie de TV emitida entre 1969 y 1971, papel por el que se hizo mundialmente conocido encasillándose en este personaje. 
Pese a esto, Matthews trabajó en variados papeles en películas (principalmente de Hammer's Films), encarnando a personajes de terror, donde interpretó el papel de personajes tales como el creador de Frankenstein, el conde Drácula y Rasputín actuando junto a Christopher Lee y Boris Karloff. También participó en variadas series de televisión, tales como El hombre de Interpol, Detective internacional o la serie británica El Santo, entre otras.
Su estrella fue declinando gradualmente a medida que envejecía, siendo una de sus últimas apariciones en la serie Beautiful People, de 2009. Francis Matthews falleció a la edad de 86 años en Inglaterra por causas naturales.

### Vida personal
En 1963 contrajo matrimonio con la actriz Angela Browne, fallecida en 2001, y tuvieron tres hijos: Pablo, Dominic y Damien.

### Filmografía
- La venganza de Frankenstein (1958)
- Rasputín: el monje loco (1966)
- Dracula: Prince of Darkness (1966)